# Berliner Vertrag (1926)
Der Berliner Vertrag war ein am 24. April 1926 zwischen der Weimarer Republik und der UdSSR geschlossener Freundschaftsvertrag. Er war die Fortsetzung des Vertrags von Rapallo (1922) und sollte der UdSSR zeigen, dass das Deutsche Reich auch nach den Verträgen von Locarno mit dem Westen und dessen Verbündeten mit der UdSSR zusammenarbeiten wollte. Er brachte aber nur wenig Neues.

## Inhalt
Der Vertrag enthielt Vereinbarungen über den Handel und über die bereits bestehende militärische Zusammenarbeit, die im Dezember 1926 vom Manchester Guardian aufgedeckt wurde. Die Weimarer Republik sicherte der Sowjetunion zu, im Falle eines Krieges der Sowjetunion gegen einen Drittstaat neutral zu bleiben. Diese Neutralität bezog sich vor allem auf einen Krieg zwischen dem nach dem Ersten Weltkrieg aus deutschen und russischen Gebieten gegründeten Polen und der Sowjetunion. Aufgrund der Neutralität des Deutschen Reichs wäre ein Eingreifen Frankreichs schwieriger geworden.

## Entwicklung
Die Regierung des Deutschen Reiches war selbst an einer Schwächung Polens interessiert, da einflussreiche deutsche Kreise eine Wiederherstellung der Ostgrenzen von vor dem Ersten Weltkrieg anstrebten. Der deutsche Reichsaußenminister Gustav Stresemann wollte darüber hinaus die Sowjetunion „mäßigen“ und zwischen den Westmächten und der Sowjetunion vermitteln.
Am 29. Juni 1926 wurden die Ratifikationsurkunden in Berlin ausgetauscht. Damit trat gemäß Artikel 4 der Vertrag in Kraft.
Der Vertrag hatte ursprünglich eine Laufzeit von fünf Jahren. Die Regierung Brüning beschloss am 24. Juni 1931 eine Verlängerung um drei Jahre, die allerdings erst am 5. Mai 1933 unter Hitler in Moskau ratifiziert wurde.